# Mitternachtsspitzen (WDR)
Die Mitternachtsspitzen sind die am längsten existierende Kabarettsendung im deutschsprachigen Fernsehen. Sie werden in unregelmäßigen Abständen donnerstagabends vor Publikum produziert. Ihre Verbreitung erfolgt ab dem jeweils folgenden Freitag um 18.00 Uhr in der ARD Mediathek und erstmals linear samstags um 21.45 Uhr im WDR Fernsehen. Einige MAXI-Ausgaben werden im WDR Fernsehen bereits freitags um 20.15 Uhr ausgestrahlt. 3sat zeigt Wiederholungen. Ausschnitte sind im Internet bei ARD Stand-up abrufbar.
Der Sendungstitel spielt an auf die genrespezifischen verbalen Zuspitzungen und die anfangs späte Sendezeit bis in die letzte Stunde vor Mitternacht hinein. Eine Verwechslung mit dem gleichlautenden Spielfilm Mitternachtsspitzen von 1960 wurde billigend in Kauf genommen.

## Sendungsaufbau und Stammbesetzung
Die Sendung besaß etwa ein Vierteljahrhundert lang eine relativ konstante Gliederung.
In einer Einleitung ging Gastgeber Jürgen Becker auf aktuelle Ereignisse ein. Danach folgte eine fingierte Live-Schalte nach Berlin, ins „Deppendorf“, benannt nach Ulrich Deppendorf, dem ehemaligen WDR-Chefredakteur und Fernsehdirektor, der bis zu seiner Pensionierung 2015 als Leiter des ARD-Hauptstadtstudios in Erscheinung trat. In dieser Schalte persiflierte Wilfried Schmickler jahrelang mit zahlreichen satirischen Foto-Montagen die aktuelle Berichterstattung der ARD, zunächst als „Uli aus Deppendorf“, dann als „Thomas aus Deppendorf“ in Anspielung auf Thomas Roth. Zuletzt verkörperte Wilfried Schmickler u. a. einen dichtenden Hipster, weil sich der WDR Verjüngung verordnet hatte. Aus der Persiflage auf eine Nachrichtensendung wurde ein Vortrag wie beim Poetry-Slam.
Im Anschluss an die „Neuigkeiten aus Deppendorf“ erfolgte der erste von drei Gastauftritten bekannter Kabarettisten oder aufstrebender Nachwuchskünstlern. Ein weiterer fester Bestandteil der Sendung waren fingierte Dialoge von Jürgen Becker mit Prominenten: Dazu wurden originale Bewegtbilder aus dem Archiv mit falschen Texten unterlegt, gesprochen von Stimmenimitator Elmar Brandt. Meist handelte es sich bei den Prominenten um in- und ausländische Politiker, Sportler, gekrönte Häupter oder den Papst. Erstmals im Sommer 2015 fanden Dialoge mit Käpt’n Blaubär (Imitation der Stimme des Originalsprechers Wolfgang Völz ebenfalls durch Elmar Brandt) statt, deren „Seemannsgarn“ bebildert wurde mit eigens angefertigten Legetrickanimationen. In jeder Sendung traten Mitglieder der Stammbesetzung auch paarweise auf: Lange Zeit waren dies Jürgen Becker und Wilfried Schmickler als die kölschen Zwillinge „Spitz & Spitz“. Es folgten „Loki & Smoky“ mit Wilfried Schmickler als Loki Schmidt und Uwe Lyko als Altbundeskanzler Helmut Schmidt. Nach dem Tod von Loki Schmidt wurde die Sketch-Rubrik „Überschätzte Paare der Weltgeschichte“ etabliert, in der Wilfried Schmickler meist als Bundeskanzlerin Angela Merkel auftrat und Uwe Lyko in unterschiedlichen Rollen, zum Beispiel als Ehemann Joachim Sauer, Benedikt XVI., Silvio Berlusconi, Recep Tayyip Erdoğan, Adolf Hitler, Karl Lagerfeld, Joachim Löw, Wladimir Putin oder Nicolas Sarkozy. Bis 2015 verkörperte Uwe Lyko in dieser Rubrik und vor allem bei den „Neuigkeiten aus Deppendorf“ manchmal noch den Witwer Helmut Schmidt. Nach dem Tod des Altbundeskanzlers kommentierten „Loki & Smoky im Himmel“ das irdische Geschehen, jedoch nur bei ganz besonderen Anlässen. Auch eher selten parodierten Wilfried Schmickler und Uwe Lyko schillernde Paare wie „die Geissens“ oder zuvor „die Wulffs“ und „die Guttenbergs“.
Im letzten Viertel einer jeden Sendung trat seit 1996 der Ruhrgebietsrentner Herbert Knebel auf, verkörpert gleichfalls von Uwe Lyko. Von 1992 bis zum Sommer 2015 schlüpfte Jürgen Becker anschließend unter ein ausladendes Geweih, setzte sich eine stark vergrößernde Hornbrille auf und schwadronierte in den Qualm einer Zigarre als derb-volkstümlicher „Heimathirsch“ über Gott und die Welt. Zuletzt agierte Jürgen Becker in unterschiedlichen Rollen, etwa als Horst Lichter, Richard David Precht oder fiktiver Kölner Hauptkommissar Peter Pütz. Ihm als Partnerin zur Seite stand dabei oft Susanne Pätzold, die entweder Ursula von der Leyen, Andrea Nahles, Frauke Petry, Sabine Rau, Claudia Roth, Jörg Schönenborn oder Sahra Wagenknecht parodierte. Mit dem Ruf „Aufhören, Herr Becker, aufhören!“ begann Wilfried Schmickler in jeder Sendung seit 1992 seine finale Moralpredigt, in der er mit großer Sprachgewalt aktuelle Missstände oder die jeweils aktuellen Übeltäter in Politik und Gesellschaft anprangerte.
Die Verabschiedung von Gastkünstlern (mit jeweiliger Überreichung eines Glases Kölsch) und Publikum beschloss Jürgen Becker mit dem Hinweis auf die nächste Ausgabe der Mitternachtsspitzen und dem Satz: „Machen Sie sich einen Knoten in die Fernbedienung!“ (mit einem entsprechend gestalteten Requisit in der Hand).
Mit dem Gastgeber Christoph Sieber seit 2021 als Nachfolger Jürgen Beckers erhielt die Sendung neue Rubriken: wesentlich das so genannte Erklärstück, bei dem aufbauend auf ausführlichen Recherchen der Journalistin Kathrin Hartmann politische Missstände oder Zusammenhänge erklärt werden, ferner Ensemblestücke wie „Die Aktuellste Stunde“, „Das Lehrerzimmer“ oder „Die Ludolfs“ sowie eine finale, ironische Abrechnung unter der Überschrift „Weitermachen!“. Außerdem etablierten sich Philip Simon als moderner Diogenes, der in einem Spind haust, ferner Martin Maier-Bode in unterschiedlichen Rollen, Michael Hatzius mit seinen Puppen, vorübergehend Tobias Hebbelmann und Till Menzer als „Zwangsgebührenorchester“ sowie die Schauspielerin Luisa Charlotte Schulz und nach ihr die Schauspielerin Karen Dahmen.
Zur Stammbesetzung hinter den Kameras gehören seit etlichen Jahren Autor Dietmar Jacobs, Redakteur Klaus Michael Heinz und Regisseur Helmut Zanoskar. Mehr als ein Jahrzehnt lang gehörten zum Team Stimmenimitator Elmar Brandt sowie bis zum Tode 2004 Regisseur Alexander Arnz und bis zur Pensionierung 2005 der ehemalige Monitor-Redakteur Rolf Bringmann.

## Aufzeichnungsort
Die Mitternachtsspitzen werden im Wartesaal am Dom unter dem Kölner Hauptbahnhof aufgezeichnet. Aufgrund von Renovierungsarbeiten wurde die Sendung von Februar bis Juni 2014 vorübergehend im Kulturgut Eltzhof in Wahn produziert. Das Mitternachtsspitzen EXTRA im Januar 2015 fand statt im Comedia Theater in der Kölner Südstadt, die Sendungen im Dezember 2016 und 2017 wurden in der als Kulturkirche genutzten Lutherkirche im Kölner Stadtteil Nippes produziert. Das Mitternachtsspitzen EXTRA Ende März 2020 setzte sich aus vielen, jeweils im privaten Umfeld der Künstler aufgezeichneten Beiträgen zusammen, da wegen der Corona-Pandemie deutschlandweit Ausgangs- und Versammlungsbeschränkungen galten. Aus diesem Grund wurden auch drei reguläre Sendungen 2020 nicht im Wartesaal am Dom produziert, sondern Anfang Mai in einem begrünten Hof des neuen Clouth Quartier im Kölner Stadtteil Nippes, wo etwa 200 Anwohner auf Balkonen oder Terrassen sowie aus Wohnungsfenstern die Sendung mitverfolgen konnten, ferner Anfang Juni im Biergarten des Veranstaltungsortes Die Halle Tor 2 im Kölner Stadtteil Vogelsang, in den 100 Zuschauer Zutritt erhielten, und schließlich Mitte Oktober im Dortmunder Stadtteil Hörde auf dem Gelände des ehemaligen Hochofenwerkes Phoenix West, dessen Schalthaus 101 für 300 Personen bestuhlt werden konnte. Zwei weitere reguläre Sendungen durften zwar im Kölner Wartesaal am Dom produziert werden, jedoch nicht vor Saalpublikum, sondern nur vor den Teilnehmern einer Videokonferenz. Die Sendungen im ersten Halbjahr 2021 begnügten sich mit Applaus aus dem Archiv, boten dafür aber erstmals neue musikalische Kommentare zu den einzelnen Darbietungen. Im Juli 2025 fand die Sendung open air erneut im Biergarten des Veranstaltungsortes Die Halle Tor 2 im Kölner Stadtteil Vogelsang statt.

## Geschichte
Gastgeber und Moderator der Premierensendung am 17. September 1988 war Richard Rogler. Nach 28 Sendungen warf er im Herbst 1991 das Handtuch, nachdem sich der WDR-Rundfunkrat äußerst kritisch geäußert und einige Mitglieder Roglers Rücktritt gefordert hatten. Am 14. Mai 1992 übernahm Jürgen Becker die Rolle des Gastgebers und Moderators. Und er setzte gleich in seiner ersten Sendung einen kräftigen Akzent: in einer „Hasspredigt“ über den damals gerade designierten Kölner Kardinal Joachim Meisner.
Am 9. November 1989 platzte der verspätet angereiste Gastkünstler Horst Schroth mit einer Pointe in die von Richard Rogler moderierten Mitternachtsspitzen: „Die Mauer ist auf!“ Er hatte unterwegs im Autoradio erfahren, was allen anderen im Kölner Wartesaal noch nicht bekannt war.
Am 24. September 1998, unmittelbar vor der Bundestagswahl, präsentierten die Mitternachtsspitzen ein Wahlstudio der besonderen Art: Junge Frauen und Männer, oben vollkommen nackt, sortierten hinter Wilfried Schmickler als „Uli aus Deppendorf“ erste Ergebnisse aus einzelnen Wahlkreisen.
Nachträglich zum zehnjährigen Bestehen der Sendereihe reisten Jürgen Becker und Wilfried Schmickler für die Sendung am 29. April 1999 in die neue Hauptstadt Berlin und besuchten dort Kabarettkollegen im Westen und Osten der Stadt. Drehorte waren unter anderem die Kabarett- und Kleinkunstbühnen Die Distel, Die Wühlmäuse sowie die Bar jeder Vernunft, aber auch die Baustelle des Holocaust-Mahnmals und das Berliner Olympiastadion.
Am 23. Mai 2002 präsentierte Wilfried Schmickler als „Uli aus Deppendorf“ den fingierten Nachrichtenblock gemeinsam mit seinem echten Vorbild Ulrich Deppendorf, dem neuen Leiter des ARD-Hauptstadtstudios in Berlin.
Zum 20. Geburtstag der Sendereihe 2008 waren neben anderen die WDR Big Band und Anke Engelke zu Gast.
Immer wieder Aufhören! – 25 Jahre Mitternachtsspitzen hieß 2013 die Sondersendung von Klaus Michael Heinz, in der Moderatorin Bettina Böttinger die Kabarettisten Jürgen Becker, Uwe Lyko, Richard Rogler und Wilfried Schmickler zu deren Tun befragte und dabei anhand zahlreicher Ausschnitte aus den über 200 Sendungen des letzten Vierteljahrhunderts auch Kritisches über das Kabarett zur Sprache brachte.
Anlässlich des Anschlags auf Charlie Hebdo wurde die Winterpause 2014/2015 unterbrochen und am 17. Januar 2015 ein Mitternachtsspitzen EXTRA gesendet.
Nachdem Uwe Steimle in der Sendung vom Mai 2015 fragte „Wieso zetteln die Amerikaner und Israelis Kriege an und wir Deutsche dürfen den Scheiß bezahlen?“, dechiffrierte dies Jan-Philipp Hein für den SHZ dahingehend, dass die Juden mal wieder die Welt in Brand setzen würden, dabei die US-Regierung kontrollieren und die Mittel dafür den Deutschen abpressen, in dem sie aus deren schlechtem Gewissen bezüglich des Holocaust seit Jahrzehnten bekanntlich Profit schlagen. Hein wertete dies als Beleg dafür, dass antisemitische Ressentiments im deutschen Fernsehkabarett als Humor getarnt weiterleben. Steimle muss sich u. a. aufgrund dieser Aussage gemäß einem rechtskräftigen Urteil des Amtsgerichts Meißen den Vorwurf gefallen lassen, „Völkisch-antisemitischer Jammer-Ossi“ zu sein.
Im 30. Jahr der Mitternachtsspitzen präsentierte www.wdr.de von Februar 2018 bis zur Jubiläumssendung im September einen so genannten Countdown: 30 Wochen lang wurden Künstlerauftritte aus den Mitternachtsspitzen publiziert, in chronologischer Reihenfolge von 1988 bis 2017.
Während der Corona-Pandemie mit weit reichenden Ausgangsbeschränkungen wurde die Osterpause 2020 unterbrochen und am 30. März 2020 ein Mitternachtsspitzen EXTRA gesendet.
In der Weihnachtssendung am 19. Dezember 2020 übergab Jürgen Becker die von Requisiteuren verknotete Fernbedienung an Christoph Sieber, den neuen Gastgeber der Mitternachtsspitzen, und gemeinsam mit Uwe Lyko und Wilfried Schmickler verabschiedete er sich im Finale musikalisch: „Es ist vorbei / Bye bye Wartesaal“, eine Bearbeitung von Rio Reisers Song „Junimond“.
Weil die Corona-Pandemie Karnevalsveranstaltungen im Saal weitgehend unmöglich machte und also auch die alternative Kölner Stunksitzung abgesagt werden musste, kam am 5. Februar 2022 ein neunzigminütiges Mitternachtsspitzen EXTRA ins Programm. Darin präsentierten Mitglieder der so genannten Stunker und Sitzungspräsidentin Biggi Wanninger vier Ausschnitte aus dem abgesagten aktuellen Programm.

### 4 Sendungen 1988
- 17. September 1988: Ortrud Beginnen / Die 3 Tornados / Guglhupfa / Ilja Richter
- 15. Oktober 1988: Matsche, Wörks & Pullrich / Die Mehlprimeln / Heinrich Pachl / Herman von Ulzen
- 19. November 1988: Jürgen Becker / Matthias Beltz / Shy Guys / Paul Klein / Helen Vita
- 17. Dezember 1988: Georgette Dee / Achim Konejung / Harald Schmidt / Springmaus

### 10 Sendungen 1989
- 18. Januar 1989: Aschentonnen-Quartett / College of Hearts / Tom Gerhardt / Wolfgang Nitschke
- 18. Februar 1989: Hilde Heim / Dieter Hildebrandt / Rudolf Klaffenböck / Renate Küster / Jörg Maurer
- 18. März 1989: Jochen Busse / Norbert Gottschalk and friends / Lore Lorentz
- 13. April 1989: Ingolf Lück / Hendrike von Sydow / Dieter Thomas / Zwei Drittel
- 11. Mai 1989: Andreas Giebel / Beate Rademacher / Werner Schneyder
- 15. Juni 1989: Otto Grünmandl / Helmut Ruge / Dick Städtler / Anka Zink
- 14. September 1989: Thomas Freitag / Günter Grünwald / Miki Malör
- 5. Oktober 1989: Dirk Bach / Wolfgang Krause Zwieback / Münchener Crüppel Cabaret
- 9. November 1989: Werner Koczwara / Barbara Moritz / Cornelia Niemann / Arnulf Rating / Annemarie Roelofs / Horst Schroth / Günter Thews / Werner Schneyder / Terry Truck / Helen Vita
- 7. Dezember 1989: Jürgen Becker / Jochen Busse / Georgette Dee / Die 3 Tornados / Dieter Hildebrandt / Matsche, Wörks & Pullrich

### 6 Sendungen 1990
- 11. Januar 1990: Ortrud Beginnen / Matthias Beltz / Frankfurter Kurorchester
- 22. März 1990: Gerburg Jahnke und Stephanie Überall alias Theater Missfits / Didi Jünemann / Achim Konejung / Laut und lästig / Bruno Schmitz / Horst Schroth / Das Stunksitzungsensemble
- 19. April 1990: Konrad Beikircher / Sissy Perlinger / Sissy Perlinger's Electric Cabaret / Stephan Wald
- 7. Juni 1990: Duo PS / Ottfried Fischer / V.E.V.-Kabarett
- 27. September 1990: Josef Hader / Hans Liberg / Maria Peschek
- 29. November 1990: Biermösl Blosn / Das Bügelbrett / Hannelore Kaub / Franz-Josef Krümmer / Gerhard Polt

### 6 Sendungen 1991 (Abschied von Richard Rogler)
- 7. März 1991: 3 Gestirn Köln 1 / Kalle Pohl / Till & Obel / Biggi Wanninger
- 11. April 1991: Matthias Beltz / Haui Hauenstein / Nessi Tausendschön
- 13. Juni 1991: Norbert Alich / Rainer Pause / Jos Rinck / Hans Scheibner
- 5. September 1991: Die Distel / Frankfurter Kurorchester / Dirk Müller
- 11. November 1991 (Ausstrahlung einer im Januar wegen des Golfkriegs nicht ausgestrahlten Sendung): Köbes Underground / Das Stunksitzungsensemble
- 19. Dezember 1991 (ohne Gastgeber): Norbert Alich und Rainer Pause (Tourprogramm)

### 6 Sendungen 1992 (Mit Jürgen Becker)
- 13. Februar 1992 (ohne Gastgeber): Heinrich Pachl und Arnulf Rating (Tourprogramm)
- 14. Mai 1992: 3 Gestirn Köln 1 / Das Klappbett / L.S.E.
- 12. Juni 1992: Monty Arnold / Wigald Boning / Thomas Freitag / Heiner Kämmer / Gaby Köster / New fantastic art orchestra of the north / Wolfgang Nitschke / Mathias Richling
- 10. September 1992: Bläck Fööss / Rüdiger Hoffmann / V.E.V.-Kabarett Nuhr & Küster / Rosa K. Wirtz
- 12. November 1992: Norbert Alich / Ars Vitalis / Hanns Dieter Hüsch / Missfits
- 17. Dezember 1992: Matthias Deutschmann / Fred und die Goldfische / The Piano has been drinking / Philipp Seiser

### 6 Sendungen 1993
- 11. Februar 1993: Nina Hoger / Achim Konejung / Helge Schneider & Hardcore / Horst Schroth / Die Triviatas
- 24. April 1993: Tom Pauls / Arnulf Rating / Reiner Rübhausen / Uwe Steimle / Tuten und Blasen / Anka Zink
- 19. Juni 1993: Jean Faure / Het Groot niet te vermijden Dans Show Orkest / Anja Moritz / Rainer Pause / Michael Quast / Mathias Richling
- 18. September 1993: Bördebrothers / Lisa Fitz / Rüdiger Hoffmann / Yarinistan
- 30. Oktober 1993: Matthias Deutschmann / Wiglaf Droste / Frank Köllges / Barbara Kuster / Pieter-Dirk Uys
- 18. Dezember 1993: 3 Gestirn Köln 1 / Heiner Kämmer / Martina Klinke / Köbes Underground / Gaby Köster / Wolfgang Nitschke / Volker Pispers / Bruno Schmitz / Hendrike von Sydow / Dieter Thomas / Vorläufiges Frankfurter Fronttheater

### 8 Sendungen 1994
- 22. Januar 1994 („Best of…“)
- 26. Februar 1994: Dirk Bielefeldt alias Herr Holm / Duo Fischbach / Peter Freiburghaus / Kölner Saxophonmafia / Gerd Köster / Antonia Limacher / Georg Schramm
- 23. April 1994: Affentheater / Konrad Beikircher / Matthias Beltz / Frankfurter Kurorchester / Rüdiger Hoffmann
- 11. Juni 1994: Frank Köllges / Adam Noidlt Intermission / Arnulf Rating / Mathias Richling / Alfons Sawatzki / Tana Schanzara
- 23. Juli 1994 („Best of…“)
- 24. September 1994: Reiner Kröhnert / Leipziger Funzel / Theatre du Pain / Henning Venske
- 29. Oktober 1994: Karl Dall / Wiltrud Fischer / Heinz Hertrampf / Hanns Dieter Hüsch / Bruno Schmitz / Gernot Voltz alias Herr Heuser
- 10. Dezember 1994: Matthias Deutschmann / Klaus Huber / Gerburg Jahnke und Stephanie Überall alias Missfits / Gerd Köster / Georg Ringsgwandl / Treibstoff / Nick Woodland

### 8 Sendungen 1995 (50. Sendung)
- 28. Januar 1995 („Best of 1994“)
- 25. März 1995: Norbert Alich / Rainer Pause / Volker Pispers / Peter Spielbauer / Zwoelie Troelies
- 6. Mai 1995: Hanns Dieter Hüsch / Gaby Köster / Michael Meierjohann / Wolfgang Müller
- 24. Juni 1995 (50. Sendung): Gaby Köster / Pelle Pershing / Mathias Richling / Richard Rogler / Die Triviatas
- 5. August 1995 („Best of…“)
- 16. September 1995: Gabi Decker / 3 Gestirn Köln 1 / Fabian und die Detektive / Markus Jeroch / Heiner Kämmer / Wolfgang Nitschke
- 28. Oktober 1995: Ars Vitalis / Gerburg Jahnke und Stephanie Überall alias Missfits / Mark Britton und Krissie Illing alias Nickelodeon / Heinrich Pachl
- 23. Dezember 1995: Erwin Grosche / Reiner Kröhnert / Hans Uwe Schneider / Hella von Sinnen

### 12 Sendungen 1996
- 13. Januar 1996 („Best of…“)
- 3. Februar 1996: Piet Klocke / Gaby Köster / Anka Zink
- 2. März 1996: Lioba Albus alias Mia Mittelkötter / Matthias Deutschmann / Klaus Huber / Bärbel Schmid
- 13. April 1996: Susanne Betancor / Klaus Huber / Ludger Stratmann / Fritz Tietz
- 11. Mai 1996: Die Distel / Günter Grünwald / Klaus Huber
- 8. Juni 1996: Ingo Appelt / Gerburg Jahnke und Stephanie Überall alias Missfits / Richard Rogler / Cordula Stratmann
- 20. Juli 1996 („Best of…“)
- 24. August 1996 („Best of…“)
- 21. September 1996: Holger Paetz / Sissi Perlinger / Cordula Stratmann / Valtorta
- 26. Oktober 1996: BAP / Charla Drops / Dieter Nuhr / Heinrich Pachl
- 23. November 1996: Konrad Beikircher / Klaus Huber / Frank Köllges / Georg Schramm
- 21. Dezember 1996: Pia Hoffmann / Klaus Huber / Frank Köllges / Judith Richelshagen / Mathias Richling / Jörg Ritzenhoff / Horst Schroth / Ellen Strabel

### 11 Sendungen 1997
- 11. Januar 1997 („Best of…“)
- 13. Februar 1997: Ars Vitalis / 3 Gestirn Köln 1 / Harald Effenberg / Dieter Hallervorden / Frank Hocker / Klaus Huber / Heiner Kämmer / Gerd Köster / Wolfgang Nitschke / Peter Willman
- 13. März 1997: Norbert Alich / New Haranni Poison Mixers / Stefan Ohm / Volker Pispers / Tresenlesen
- 17. April 1997: Django Asül / Herbert Knebels Affentheater / Piet Klocke und Simone Sonnenschein / Willi Podewitz
- 15. Mai 1997: Ingo Appelt / Wiglaf Droste / Frank Köllges & Band / Maria Peschek
- 12. Juni 1997: Michael Mittermeier / Wolfgang Nitschke / Rainer Pause / Richard Rogler / Stoppok
- 2. Juli 1997 („Best of…“)
- 4. September 1997: Frank Goosen / Jochen Malmsheimer / Susanne Pätzold / Ludger Stratmann / Jokkel Tschiersch
- 9. Oktober 1997: Thomas Freitag / Hanns Dieter Hüsch / Wollie Kaiser / Ulla Oster / Massimo Rocchi
- 20. November 1997: Matthias Deutschmann / Ganz schön feist / Andreas Giebel / Osterritter & Schunck
- 18. Dezember 1997: Barbara Beckmann / Gerd Dudenhöffer / Volker Pispers / Mathias Richling / Ruth Schiffer

### 10 Sendungen 1998 (10 Jahre)
- 22. Januar 1998 („Best of…“)
- 5. Februar 1998: Fritz Eckenga / Manes Meckenstock / Heinrich Pachl / Queen B.
- 5. März 1998: Didi Jünemann / Dieter Nuhr / Georg Ringsgwandl / Christian Rzepka / Bruno Schmitz / Nick Woodland / Anka Zink
- 2. April 1998: Acapickels / Rüdiger Hoffmann / Jan Peter Petersen / Arnulf Rating
- 7. Mai 1998: Konrad Beikircher / Achim Konejung / Helge Schneider / Georg Schramm
- 18. Juni 1998: Götz Alsmann / Ingo Appelt / Maren Kroymann
- 24. September 1998 („10 Jahre Mitternachtsspitzen“): Helmut Hoffmann / Rüdiger Hoffmann / Achim Konejung / Hans Liberg / Richard Rogler
- 22. Oktober 1998: Robert Gernhardt / Josef Hader / Gerd Köster / Missfits / Lars Reichow
- 19. November 1998: Mathias Richling / Horst Schroth / Tina Teubner / Trio Pappenheim Peepshow
- 17. Dezember 1998: Norbert Alich / Reiner Kröhnert / Stephan Ohm / Volker Pispers / Martin Puntigam

### 11 Sendungen 1999
- 7. Januar 1999 („Best of 1998“)
- 4. Februar 1999: Susanne Betancor / Christoph Brüske / Matthias Deutschmann / Manes Meckenstock
- 4. März 1999: Ars Vitalis / 3 Gestirn Köln 1 / Bill Mockridge / Wolfgang Nitschke
- 8. April 1999: Tommy Engel / Hanns Dieter Hüsch / Heinrich Pachl / Alf Poier
- 29. April 1999 („Lachen zwischen Siegessäule und Reichstag – Die Mitternachtsspitzen ziehen um nach Berlin“): Norbert Alich / Matthias Deutschmann / Die Distel / Dieter Hallervorden / Dagmar Jäger / Gisela Oechselhäuser / Arnulf Rating / Die Wühlmäuse
- 10. Juni 1999: Martina Bahjor / Matthias Beltz / Günter Grünwald / Martina Klinke / Volker Pispers / Soul of Africa
- 26. August 1999 („Best of…“)
- 23. September 1999: Rainer Bielfeldt / Andreas Giebel / Mathias Richling / Gayle Tufts
- 21. Oktober 1999: Femmouze T. / Arnulf Rating / Massimo Rocchi
- 11. November 1999: Josef Hader / Rolf Miller / Dieter Nuhr / Hans Süper / WDR Big Band
- 9. Dezember 1999: Frank-Markus Barwasser alias Erwin Pelzig / Volker Pispers / Richard Rogler / Uwe Steimle

### 10 Sendungen 2000
- 13. Januar 2000 („Best of…“)
- 17. Februar 2000: Konrad Beikircher / Martin Buchholz / Rüdiger Hoffmann
- 16. März 2000: Mark Britton / Jess Jochimsen / Thomas Pigor und Benedikt Eichhorn / Mathias Richling
- 13. April 2000: Axel Cruse / Matthias Deutschmann / Mike Herting Quartett / Ludger Stratmann / Gernot Voltz alias Herr Heuser
- 18. Mai 2000: Matthias Brodowy / Erwin Grosche / Volker Pispers / Georg Schramm
- 8. Juni 2000: Norbert Alich / Irmgard Knef / Rainer Pause / Urban Priol / WDR Big Band
- 31. August 2000: Hanns Dieter Hüsch / Ludger Stratmann / WDR Big Band / Kaya Yanar
- 28. September 2000: Django Asül / Helge Schneider / Cordula Stratmann / Ludger Stratmann
- 26. Oktober 2000: Frank-Markus Barwasser alias Erwin Pelzig / Arnulf Rating / Anka Zink
- 23. November 2000: Matthias Beltz / Anke Engelke / Volker Pispers / Ludger Stratmann

### 13 Sendungen 2001
- 11. Januar 2001: 3 Gestirn Köln 1 / Thomas Freitag / Piet Klocke
- 8. Februar 2001: Horst Evers / Horst Schroth / Ludger Stratmann / Robert Treutel alias Bodo Bach
- 8. März 2001: Ars Vitalis / Rüdiger Hoffmann / Willi und Peter Podewitz / Ludger Stratmann
- 5. April 2001: Günter Grünwald / Heinrich Pachl / Rurtal Trio / Ludger Stratmann
- 3. Mai 2001: Bruno Jonas / Lisa Politt / Mathias Richling
- 7. Juni 2001: Basta / Konrad Beikircher / Käthe Lachmann / Volker Pispers
- 5. Juli 2001 („Best of…“)
- 2. August 2001 („Best of…“)
- 30. August 2001 („Best of…“)
- 27. September 2001: Matthias Beltz / Heinrich Pachl / Uwe Steimle
- 25. Oktober 2001: Die Acapickels / Frank-Markus Barwasser alias Erwin Pelzig / Matthias Deutschmann
- 22. November 2001: Tom Pauls / Mathias Richling / Henning Venske
- 20. Dezember 2001: Rolf Miller / Dieter Nuhr / Volker Pispers

### 10 Sendungen 2002 (10 Jahre mit Jürgen Becker)
- 17. Januar 2002 („Best of…“)
- 28. Februar 2002: Lioba Albus alias Mia Mittelkötter / Michael Ehnert / Erwin Grosche / Arnulf Rating
- 21. März 2002 („Highlights – Das Beste aus zehn Jahren mit Jürgen Becker“)
- 11. April 2002: Rüdiger Hoffmann / Heinrich Pachl / Volker Pispers / Richard Rogler
- 23. Mai 2002: Ulrich Deppendorf / Andreas Giebel / Mathias Richling / Cordula Stratmann
- 27. Juni 2002: Alexander Bojcan alias Kurt Krömer / Urban Priol / Helmut Schleich
- 12. September 2002: Matthias Deutschmann / Tom Pauls / Uwe Steimle / Gernot Voltz alias Herr Heuser
- 10. Oktober 2002: Norbert Alich / Konrad Beikircher / Alfred Dorfer / Rainer Pause
- 14. November 2002: Die Nestbeschmutzer / Michael Quast
- 19. Dezember 2002: Vince Ebert / Volker Pispers / Mathias Richling

### 8 Sendungen 2003 (Wechsel des Sendeplatzes)
- 9. Januar 2003 („Best of…“)
- 6. Februar 2003: Eckart von Hirschhausen / Klaus Huber und Wolfgang Müller / Georg Schramm
- 20. März 2003: Stephan Bauer / Heinrich Pachl / Thomas Pigor und Benedikt Eichhorn
- 1. Mai 2003 (letzte Ausstrahlung donnerstags): Mathias Richling / Kai Magnus Sting / Anka Zink
- 14. Juni 2003 (erste Ausstrahlung samstags): Arnulf Rating / Thilo Seibel und Lüder Wohlenberg / Dieter Tappert alias Paul Panzer
- 19. Juli 2003 („Best of…“)
- 27. September 2003: Dirk Bielefeldt alias Herr Holm / Volker Pispers / Stefan Reusch / Dieter Tappert alias Paul Panzer
- 8. November 2003: Frank-Markus Barwasser alias Erwin Pelzig / Matthias Deutschmann / Luise Kinseher

### 9 Sendungen 2004
- 10. Januar 2004 („Best of…“)
- 31. Januar 2004: Lioba Albus alias Mia Mittelkötter / Willi und Peter Podewitz / Georg Schramm
- 13. März 2004: Michael Altinger / Richard Rogler / Serdar Somuncu
- 24. April 2004: Thomas Freitag / Volker Pispers / Mathias Richling
- 5. Juni 2004: Norbert Alich / Rolf Miller / Heinrich Pachl / Rainer Pause
- 17. Juli 2004: Piet Klocke / Urban Priol / Rurtal Trio
- 25. September 2004: Dieter Nuhr / Andreas Rebers / Helmut Schleich
- 6. November 2004 (mit Nachruf auf Alexander Arnz): Hans-Günter Butzko / Volker Pispers / Hagen Rether
- 18. Dezember 2004: Ars Vitalis / Matthias Deutschmann / Mathias Richling

### 9 Sendungen 2005
- 1. Januar 2005 („Best of 2004“)
- 26. Februar 2005: Django Asül / Robert Treutel alias Bodo Bach
- 9. April 2005: Ingo Börchers / Didi Jünemann / Heinrich Pachl
- 21. Mai 2005: Frank Goosen / Volker Pispers / Bruno Schmitz
- 2. Juli 2005: Urban Priol / Mathias Richling / Simone Solga
- 27. August 2005: Arnulf Rating / Richard Rogler / Dagmar Schönleber
- 1. Oktober 2005: Thomas Freitag / Helmut Schleich / Georg Schramm
- 12. November 2005: Matthias Deutschmann / Michael Ehnert / Anka Zink
- 17. Dezember 2005: Sebastian Krämer / Volker Pispers / Mathias Richling

### 10 Sendungen 2006
- 7. Januar 2006 („Best of 2005“)
- 4. Februar 2006: Eckart von Hirschhausen / Mathias Richling / Nessi Tausendschön
- 18. März 2006: Matthias Deutschmann / Horst Evers / Atze Schröder
- 29. April 2006: Fatih Cevikkollu / Volker Pispers / Hagen Rether / Andreas Thiel
- 10. Juni 2006: Konrad Beikircher / Barbara Kuster / Arnulf Rating
- 19. August 2006: Rolf Miller / Heinrich Pachl / Serdar Somuncu
- 23. September 2006: Frank-Markus Barwasser alias Erwin Pelzig / Frank Lüdecke / Thomas Reis
- 4. November 2006: Alexander Bojcan alias Kurt Krömer / Volker Pispers / Mathias Tretter
- 23. Dezember 2006: Mathias Richling / Murat Topal
- 30. Dezember 2006 („Der Jahresrückblick 2006“)

### 9 Sendungen 2007
- 27. Januar 2007: Manfred Lütz / Moritz Netenjakob / Andreas Rebers
- 10. März 2007: Django Asül / Thomas Freitag / Hagen Rether
- 21. April 2007: Norbert Alich / Matthias Deutschmann / Rainer Pause / Claus von Wagner
- 2. Juni 2007: Gaby Köster / Heinrich Pachl / Mathias Tretter
- 25. August 2007: Hans-Günter Butzko / Christian Ehring / Das Kom(m)ödchen / Maike Kühl / Dieter Tappert alias Paul Panzer / Heiko Seidel
- 13. Oktober 2007: Horst Evers / Arnulf Rating / Helmut Schleich
- 17. November 2007: Rüdiger Hoffmann / Volker Pispers / Urban Priol
- 15. Dezember 2007: Ilka Bessin alias Cindy aus Marzahn / Mathias Richling / Andreas Thiel
- 29. Dezember 2007 („Best of…“)

### 8 Sendungen 2008 (20 Jahre)
- 9. Februar 2008: Hennes Bender / Frank Lüdecke / Philipp Weber
- 8. März 2008: Matthias Deutschmann / Vince Ebert / Kaya Yanar
- 19. April 2008: Heinrich Pachl / Hagen Rether / Florian Schroeder
- 31. Mai 2008: Horst Evers / Tobias Mann / Horst Schroth
- 21. Juni 2008 („20 Jahre Mitternachtsspitzen“): Anke Engelke / Volker Pispers / Arnulf Rating / Richard Rogler / Mathias Tretter, Claus von Wagner und Philipp Weber alias Erstes Deutsches Zwangsensemble / WDR Big Band
- 27. September 2008: Rolf Miller / Thomas Reis / Martina Schwarzmann / Dieter Tappert alias Paul Panzer
- 1. November 2008: Matthias Deutschmann / Marc-Uwe Kling / Moritz Netenjakob
- 20. Dezember 2008: Volker Pispers / Mathias Richling / Atze Schröder

### 8 Sendungen 2009
- 31. Januar 2009: Thomas Freitag / Mathias Tretter / Anka Zink
- 21. März 2009: Matthias Deutschmann / Axel Hacke / Helmut Schleich
- 9. Mai 2009: Frank-Markus Barwasser alias Erwin Pelzig / Frank Lüdecke / Florian Schroeder
- 20. Juni 2009: Jochen Malmsheimer / Volker Pispers / Christian Springer alias Fonsi
- 5. September 2009: Matthias Egersdörfer / Hagen Rether / Claus von Wagner
- 10. Oktober 2009: Jess Jochimsen / Urban Priol / Georg Schramm
- 14. November 2009: Tobias Mann / Ohne Rolf / Heinrich Pachl
- 19. Dezember 2009: Ars Vitalis / Piet Klocke / Pelle Pershing / Richard Rogler / Thilo Seibel / Philipp Weber

### 9 Sendungen 2010 (200. Sendung)
- 2. Januar 2010 („Best of 2009“)
- 27. Februar 2010: Cloozy Haber / Eckart von Hirschhausen / Frank Lüdecke
- 17. April 2010: Thomas Reis / Simone Solga / Kaya Yanar
- 29. Mai 2010: Nils Heinrich / Arnulf Rating / Florian Schroeder
- 25. Juli 2010: Urban Priol / Georg Schramm / Mathias Tretter
- 4. September 2010: Lisa Fitz / Hagen Rether / Sebastian Schnoy
- 9. Oktober 2010: Josef Hader / Volker Pispers / Helmut Schleich
- 6. November 2010 (200. Sendung, da nicht mitgerechnet 29. April 1999 und 21. März 2002): Christian Ehring / Thomas Kreimeyer / Claus von Wagner
- 18. Dezember 2010: Matthias Deutschmann / Mathias Richling / Anka Zink

### 8 Sendungen 2011
- 19. Februar 2011: Sebastian Pufpaff / Richard Rogler / Mathias Tretter
- 2. April 2011: Matthias Egersdörfer / Frank Lüdecke / Nessi Tausendschön
- 14. Mai 2011: Jess Jochimsen / Heinrich Pachl / Hagen Rether
- 2. Juli 2011: Axel Pätz / Thomas Reis / Mathias Richling
- 10. September 2011: Ingo Börchers / Piet Klocke / Lars Reichow
- 15. Oktober 2011: Marc Breuer / Erwin Grosche / Helmut Schleich
- 19. November 2011: Matthias Deutschmann / Christian Ehring / Emil Ferrari / Volker Pispers
- 17. Dezember 2011: Knacki Deuser / Rolf Miller / Mathias Richling / Erstes Deutsches Zwangsensemble

### 8 Sendungen 2012
- 11. Februar 2012: Moritz Netenjakob / Philip Simon / Uwe Steimle
- 31. März 2012: Nora Boeckler, Melanie Haupt und Judith Jakob alias Proseccopack / Frank Lüdecke / Max Uthoff
- 12. Mai 2012: Sebastian Pufpaff / Hagen Rether / Mathias Richling
- 7. Juli 2012: Vince Ebert / Anny Hartmann / Florian Schroeder
- 1. September 2012: Chin Meyer / Arnulf Rating / Thomas Reis
- 6. Oktober 2012: Matthias Deutschmann / Matthias Egersdörfer / Claus von Wagner
- 10. November 2012: Tobias Mann / Volker Pispers / Richard Rogler
- 15. Dezember 2012: Mathias Richling / Simone Solga / Mathias Tretter

### 10 Sendungen 2013 (25 Jahre)
- 23. Februar 2013: Piet Klocke und Simone Sonnenschein / Christoph Sieber / Timo Wopp
- 23. März 2013: Ingo Appelt / Barbara Ruscher / Helmut Schleich
- 20. April 2013: Matthias Brodowy / Mathias Richling / Christian Springer alias Fonsi
- 25. Mai 2013: Christian Ehring / Thomas Freitag / Martina Schwarzmann
- 6. Juli 2013: Torsten Sträter / Max Uthoff / Anka Zink
- 21. September 2013: Frank Lüdecke / Lars Reichow / Richard Rogler
- 21. September 2013 (im Anschluss an die Regelsendung Ausstrahlung der Sondersendung „Immer wieder Aufhören! – 25 Jahre Mitternachtsspitzen“ mit Gastgeberin Bettina Böttinger): Jürgen Becker / Uwe Lyko / Richard Rogler / Wilfried Schmickler
- 19. Oktober 2013: Matthias Deutschmann / Sebastian Pufpaff / Hagen Rether
- 16. November 2013: Tobias Mann / Volker Pispers / Team & Struppi
- 21. Dezember 2013: Anny Hartmann / Jess Jochimsen / Arnulf Rating

### 8 Sendungen 2014
- 22. Februar 2014: HG. Butzko / Carolin Kebekus / Philip Simon
- 29. März 2014: Matthias Egersdörfer / Christian Ehring / Horst Schroth
- 10. Mai 2014: C. Heiland / Nils Heinrich / Mathias Tretter
- 7. Juni 2014: Frank-Markus Barwasser alias Erwin Pelzig / Helmut Schleich / Martin Zingsheim
- 30. August 2014: Malte Pieper / Thomas Reis / Christoph Sieber
- 27. September 2014: Hagen Rether / Richard Rogler / Maxi Schafroth
- 8. November 2014: Lothar Bölck / Volker Pispers / Simone Solga
- 13. Dezember 2014: Jürgen Beckers alias Jürgen B. Hausmann / Sebastian Pufpaff / Lars Reichow

### 9 Sendungen 2015
- 17. Januar 2015 („Mitternachtsspitzen EXTRA – Nous sommes Charlie“): Enissa Amani / Thomas Reis / Serdar Somuncu
- 7. März 2015: Carolin Kebekus / Arnulf Rating / Till Reiners
- 25. April 2015: Ulrich Deppendorf (per Schalte) / Frank Lüdecke / Tobias Mann / Nessi Tausendschön
- 23. Mai 2015: Idil Baydar / Christian Ehring / Uwe Steimle
- 27. Juni 2015: Andreas Thiel / Mathias Tretter / Robert Treutel alias Bodo Bach
- 29. August 2015: Rolf Miller / Sebastian Nitsch / Florian Schroeder
- 26. September 2015: Matthias Egersdörfer und Claudia Schulz / Rainer Pause / Torsten Sträter
- 14. November 2015: Christine Prayon / Urban Priol / Richard Rogler
- 19. Dezember 2015: Helmut Schleich / Henning Schmidtke / Martin Zingsheim

### 8 Sendungen 2016
- 27. Februar 2016: Benaissa Lamroubal / Philip Simon / Simone Solga
- 26. März 2016: Jess Jochimsen / Hagen Rether / Timo Wopp
- 30. April 2016: Matthias Deutschmann / Serhat Doğan / Anka Zink
- 4. Juni 2016: Thomas Reis / Mathias Richling / Friedemann Weise
- 3. September 2016: Alfons / Harald Funke, Thomas Philipzen und Jochen Rüther alias Storno / Christoph Sieber
- 8. Oktober 2016: Urban Priol / Mathias Tretter / Max Uthoff
- 5. November 2016: Özcan Coşar / Frank Lüdecke / Barbara Ruscher
- 17. Dezember 2016: Tobias Mann / Sebastian Pufpaff / Richard Rogler

### 9 Sendungen 2017
- 11. Februar 2017: Django Asül / Lars Reichow / Florian Schroeder
- 1. April 2017: Lisa Eckhart / Arnulf Rating / Chris Tall
- 13. Mai 2017: HG. Butzko / Simone Solga / Stefan Waghubinger
- 10. Juni 2017: Helmut Schleich / Torsten Schlosser / Philip Simon
- 8. Juli 2017: Lothar Bölck / Özgür Cebe / Urban Priol
- 16. September 2017: Fatih Çevikkollu / Nils Heinrich / Thomas Reis
- 21. Oktober 2017: Till Reiners / Hagen Rether / Martin Zingsheim
- 18. November 2017: Mathias Tretter / Timo Wopp
- 16. Dezember 2017: Omar Sarsam / Christian Springer / Martin Zingsheim

### 8 Sendungen 2018 (30 Jahre)
- 17. Februar 2018: Frank-Markus Barwasser alias Erwin Pelzig / Özcan Coşar / Jess Jochimsen
- 10. März 2018: Masud Akbarzadeh / Christoph Sieber / Martin Zingsheim
- 21. April 2018: Till Reiners / Stefan Reusch / Tina Teubner
- 19. Mai 2018: Johann König / Florian Schroeder / Martin Zingsheim
- 8. September 2018 („30 Jahre Mitternachtsspitzen“): Lisa Eckhart / Carolin Kebekus / Herbert Knebels Affentheater / Tobias Mann / Richard David Precht / Omar Sarsam / Martin Zingsheim
- 13. Oktober 2018: Lars Reichow / Philip Simon / Ingmar Stadelmann
- 17. November 2018: Horst Evers / Frank Lüdecke / Philip Simon / Daniel Wiemer
- 22. Dezember 2018: Rüdiger Hoffmann / Arnulf Rating / Philip Simon

### 9 Sendungen 2019
- 19. Januar 2019: Michael Hatzius / Thomas Reis / Martin Zingsheim
- 23. Februar 2019: Sarah Bosetti / Urban Priol / Philip Simon
- 6. April 2019: HG. Butzko / Philip Simon / Friedemann Weise
- 25. Mai 2019: Lisa Feller / Till Reiners / Helmut Schleich
- 29. Juni 2019: Sarah Bosetti / Christian Schulte-Loh / Mathias Tretter
- 14. September 2019 („30 Jahre Mauerfall“): Stefan Danziger / Michael Hatzius / Erik Lehmann
- 12. Oktober 2019: Helene Bockhorst / Christoph Sieber
- 16. November 2019: Uta Köbernick / Florian Schroeder / Martin Zingsheim
- 21. Dezember 2019: Tobias Mann / Lars Reichow / Philip Simon

### 9 Sendungen 2020 (Abschied von Jürgen Becker)
- 1. Februar 2020: Sarah Bosetti / Lisa Eckhart / Mariella Tripke
- 14. März 2020: Elisa Hantsch alias Miss Allie / Hagen Rether
- 30. März 2020 („Mitternachtsspitzen EXTRA – Viren im Westen“): Sarah Bosetti / Ill-Young Kim / Tobias Mann / Nikita Miller / Florian Schroeder / Christoph Sieber / Dietmar Wischmeyer / Martin Zingsheim
- 2. Mai 2020: Johann König / Urban Priol
- 6. Juni 2020: Sarah Bosetti / Arnulf Rating
- 5. September 2020: Lisa Feller / Christoph Sieber / Nektarios Vlachopoulos
- 10. Oktober 2020: Rainald Grebe / Michael Hatzius
- 21. November 2020: Sarah Bosetti / Herbert Knebels Affentheater / Florian Schroeder
- 19. Dezember 2020 (mit Verabschiedung von Jürgen Becker, Uwe Lyko und Wilfried Schmickler): Herbert Knebels Affentheater / Christoph Sieber

### 9 Sendungen 2021 (Mit Christoph Sieber)
- 6. Februar 2021: Sarah Bosetti / Christian Ehring / Helge Schneider
- 6. März 2021: Lisa Feller / Florian Schroeder / Nektarios Vlachopoulos
- 22. April 2021: Lisa Feller / Anny Hartmann / Luisa Charlotte Schulz / Kai Magnus Sting
- 29. Mai 2021: Lisa Feller / Johann König / Urban Priol / Jan Philipp Zymny
- 4. September 2021: Sarah Bosetti / Lisa Feller / Maxi Gstettenbauer
- 4. September 2021 (im Anschluss an die Regelsendung Ausstrahlung der Sondersendung „Mitternachtsspitzen EXTRA – Das Beste über Angela Merkel“ mit Gastgeber Christoph Sieber): Wilfried Schmickler
- 9. Oktober 2021: Martin Fromme / Jean-Philippe Kindler / Emmanuel Peterfalvi alias Alfons
- 6. November 2021: Ozan Akhan / Sarah Bosetti / Tobias Mann / Maxi Schafroth
- 18. Dezember 2021: Abdelkarim / Sarah Bosetti / Lisa Eckhart / Uwe Lyko alias Herbert Knebel / Martin Maier-Bode

### 8 Sendungen 2022
- 5. Februar 2022 („Mitternachtsspitzen EXTRA“): Lisa Feller / Urban Priol / Florian Schroeder / Biggi Wanninger und Mitglieder der Kölner Stunksitzung
- 12. März 2022: Jürgen Beckers alias Jürgen B. Hausmann / Barbara Ruscher / Sandra Sprünken / Mathias Tretter
- 9. April 2022: Dave Davis / Maike Kühl / Thomas Reis
- 14. Mai 2022: Sarah Bosetti / Lisa Feller / Martin Maier-Bode / Lars Reichow
- 25. Juni 2022: Maxi Gstettenbauer / Tina Teubner / Max Uthoff
- 3. September 2022: Lisa Eckhart / Lisa Feller / Wilfried Schmickler
- 22. Oktober 2022: Negah Amiri / Sarah Bosetti / Johann König / Martin Maier-Bode / Simone Solga
- 19. November 2022: Lisa Feller / Maxi Gstettenbauer / Martin Maier-Bode / Tobias Mann

### 10 Sendungen 2023 (35 Jahre)
- 21. Januar 2023: Benaissa Lamroubal / Tina Teubner / Mathias Tretter
- 4. März 2023: Archie Clapp und Okan Seese / Lisa Feller / Martin Maier-Bode / Bodo Wartke
- 1. April 2023: Sarah Bosetti / Joyce Ilg / Moritz Neumeier / Florian Schroeder
- 6. Mai 2023: Stefan Danziger / Eva Karl-Faltermeier / Martin Maier-Bode / Wilfried Schmickler
- 17. Juni 2023: Lena Liebkind / Tobias Mann / Stefan Waghubinger
- 19. August 2023: Maxi Gstettenbauer / Benaissa Lamroubal / Martin Maier-Bode / Susanne Pätzold
- 23. September 2023 („35 Jahre Mitternachtsspitzen“): Joyce Ilg / Uwe Lyko / Martin Maier-Bode / Wilfried Schmickler
- 28. Oktober 2023: Sarah Bosetti / Emmanuel Peterfalvi alias Alfons / Urban Priol
- 9. Dezember 2023 („Best of 2021–2023“)
- 16. Dezember 2023: Joyce Ilg / Johannes Schröder / Ralf Senkel / Max Uthoff

### 8 Sendungen 2024
- 24. Februar 2024: Lisa Feller / Martin Maier-Bode / René Sydow / Mathias Tretter
- 23. März 2024: Leonie Houber / Johann König / Florian Schroeder / Tina Teubner
- 27. April 2024: Sarah Bosetti / Joyce Ilg / Jess Jochimsen / Martin Maier-Bode / Ralf Senkel
- 8. Juni 2024: Frank-Markus Barwasser alias Erwin Pelzig / Eva Karl-Faltermeier / Tobias Mann
- 6. September 2024 („Mitternachtsspitzen MAXI – Nach den Wahlen ist vor der Wahl“): Peter Brings / Eko Fresh / Jonas Greiner / Urban Priol / Johannes Schröder / Ralf Senkel / Simone Solga (Sondersendung)
- 26. Oktober 2024: Jürgen Becker / Dave Davis / Susanne Pätzold / Wilfried Schmickler
- 23. November 2024: Christine Eixenberger / Leonie Houber / Martin Maier-Bode / Rolf Miller / Emmanuel Peterfalvi alias Alfons
- 21. Dezember 2024: Maxi Gstettenbauer / Lisa Feller / Martin Maier-Bode / Chin Meyer

### Sendungen 2025
- 18. Januar 2025: Tobias Mann / Christian Schulte-Loh / Tina Teubner
- 21. Februar 2025 („Mitternachtsspitzen MAXI – Vor der Wahl“): Chilly Gonzales / Jürgen B. Hausmann / Joyce Ilg / Frank Lüdecke / Mirja Regensburg / Friedemann Weise (Sondersendung)
- 12. April 2025: Sarah Hakenberg / Joyce Ilg / Martin Maier-Bode / Onkel Fisch / Lars Reichow
- 7. Juni 2025: Anissa Loucif / Martin Maier-Bode / Teresa Reichl / Mathias Tretter
- 12. Juli 2025: Abdelkarim / Ass-Dur / Jürgen Becker / Thomas Dörschel / Lisa Feller / Tim Fischer / Martin Maier-Bode

## Auszeichnungen
- 1989 erhielten Redakteur Gerhard Honal und Kabarettist Richard Rogler für die Sendereihe einen Adolf-Grimme-Preis in Bronze.
- 2019 wurde die Sendereihe mit dem Deutschen Comedypreis ausgezeichnet in der Rubrik „Beste Satire-Show“.